# Hildesheimer Hütte
Die Hildesheimer Hütte ist eine Schutzhütte der Kategorie I der Sektion Hildesheim des Deutschen Alpenvereins (DAV). Sie liegt in den südlichen Stubaier Alpen. Erbaut wurde die Hütte 1896; sie liegt auf einer Höhe von 2899 m ü. A. Die Hütte verfügt über 24 Zimmerlager und 46 Matratzenlager sowie 8 Plätze im Winterraum.

## Geschichte
Die Hütte wurde am 28. Juli 1896 eingeweiht. Die Motivation für den Bau war, eine Unterkunft am Übergang vom Ötztal zum Stubaital zu errichten. Damit war eine Bleibe mit 14 Schlafplätzen für Bergsteiger geschaffen, die über die Hütte aus dem Ötztal zahlreiche Gipfel der Stubaier Alpen erreichen konnten. Ab 1904 wurde die Hütte (sowie insbesondere die Zahl der Schlafplätze) vergrößert und in dieser Form am 11. Juli 1906 eingeweiht. 1914 erhielt die Hütte eine Gasanlage zur Gastraumbeleuchtung und einen Herd zum Kochen. Im und nach dem Ersten Weltkrieg ging die Besucherzahl durch die politische Lage erheblich zurück. 1925 wurde die Hütte erweitert, in der Folge stieg die Zahl der Übernachtungen auf 3500 pro Jahr. Mit Beginn des Zweiten Weltkrieges konnte die Hütte nicht mehr bewirtschaftet werden. Der Hüttenwirt Paul Grüner wurde eingezogen. Als er 1945 zurückkehrte, war die Hütte von Soldaten geplündert.
Die von den Alliierten beschlagnahmte Hütte richtete der Hüttenwirt Paul Grüner in den nächsten Jahren wieder her. Sie wurde 1958, wie die meisten der deutschen Schutzhütten, nach dem zwischen Deutschland und Österreich geschlossenen Staatsvertrag offiziell an die Sektion Hildesheim des DAV zurückgegeben. Der Verein baute unter erheblicher finanzieller Belastung der Mitglieder eine Materialseilbahn. Seit dieser Zeit wird die Hütte fortlaufend saniert und modernisiert. Dadurch verfügt sie über eine Stromversorgung durch eine Photovoltaikanlage, eine erneuerte Wasserversorgung, Abwasseraufbereitung und eine Telefonanlage. Vor dem Bau der Materialseilbahn wurde die Hütte durch Pferde und Träger versorgt. Anlässlich der 115-Jahr-Feier im August 2011 hat die Stadt Hildesheim der Hütte eine Webcam überreicht.

## Gebäude
Die Hütte besteht aus dem 1896 fertiggestellten eingeschoßigen Kernbau mit Kniestock und Satteldach, einem zweigeschoßigen, unterkellerten Zubau an der Westseite von 1924 und einem eingeschoßigen Anbau an der Nordseite aus den frühen 1930er Jahren. Auf der Talseite ist das Erscheinungsbild der Hütte von den gemauerten Strebepfeilern geprägt. Der nördliche Zubau mit flachem Satteldach enthält die große Gaststube. Die Ausstattung und Täfelung (Pilastergetäfel mit Flachschnitzereien) sowie die Balkendecke auf einer Mittelstütze und einem Unterzug stammen aus der Erbauungszeit. Die Hütte steht seit 2019 unter Denkmalschutz.
Über dem Gastraum wurde 2019 ein zweigeschoßiger Neubau errichtet.
Wenige Meter neben der Hütte befindet sich der Winterraum.

## Aufstieg
- Von Sölden (Fiegl's Gasthaus) aus über das Windachtal an der Flanke des Schussgrubenkogels. Gehzeit: 3½ Stunden, Gepäcktransport ab Gaispillen möglich.
- Alternativ über das Stubaital mit der Gletscherbahn, Gehzeit: 1½ Stunden.

## Übergänge
- Zur Dresdner Hütte (2308 m) über Bildstöckljoch in einer Gehzeit von 2½ Stunden.
- Zur Hochstubaihütte (3174 m) über Warenkarscharte in einer Gehzeit von 3½ Stunden.
- Zur Siegerlandhütte (2710 m) über Gamsplatzl in einer Gehzeit von 3½ Stunden.
- Zur Müllerhütte (3148 m) über Wilder Pfaff in einer Gehzeit von 3½ Stunden.
- Zur Sulzenauhütte (2191 m) über Pfaffenjoch in einer Gehzeit von 4 Stunden.

## Tourenziele
- Zuckerhütl (3507 m), Hochtour mit einer Gehzeit von 3 Stunden.
- Schußgrubenkogel (3211 m), Gehzeit 1½ Stunden.
- Schaufelspitze (3333 m), Hochtour mit einer Gehzeit von 1½ Stunden.
- Wilder Pfaff (3456 m), Gehzeit 3 Stunden.
- Stubaier Wildspitze (3341 m), Gehzeit 3 Stunden.
- Gaiskogel (3129 m), Gehzeit 2½ Stunden.

## Besonderheiten
In der Nähe liegt ein Klettergarten mit dem Klettersteig Falkengrat.